# Kweekgras
Kweekgras (Elymus, synoniemen: Hystrix, Sitanion, Zizania) is een geslacht uit de grassenfamilie (Poaceae). De meer dan 150 soorten komen voor in Azië, Amerika, Australië, Antarctica en Europa.

## Soorten (selectie)
Van het geslacht zijn onder meer de volgende soorten bekend:
- Elymus alaskanus
- Elymus albicans
- Elymus californicus
- Elymus canadensis
- Elymus caninus (hondstarwegras)
- Elymus cinereus
- Elymus elymoides
- Elymus glaucus
- Elymus hirsutus
- Elymus hystrix
- Elymus macrourus
- Elymus magellanicus
- Elymus mollis
- Elymus multisetus
- Elymus repens (kweek)
- Elymus scribneri
- Elymus sibericus
- Elymus sierrae
- Elymus stebbinsii
- Elymus trachycaulus
- Elymus virginicus